# Todd Graff
 (juin 2021).
Si vous disposez d'ouvrages ou d'articles de référence ou si vous connaissez des sites web de qualité traitant du thème abordé ici, merci de compléter l'article en donnant les références utiles à sa vérifiabilité et en les liant à la section « Notes et références ».
Pour les articles homonymes, voir Graff.
Todd Graff (né le 22 octobre 1959) est un acteur, scénariste et réalisateur américain.

## Biographie

### Jeunesse
Graff est né à New York, et est le fils de Judith Clarice, professeur de piano et chef de chœur, et Jérôme Laurent Graff, un musicien. Sa sœur est l'actrice Ilene Graff (ayant joué dans le film Mr. Belvedere).

### Carrière
Graff a chanté sur les albums originaux  de Sesame Street (1970) et le suivant Sesame Street 2 (1971), mais n'a connu la gloire qu'en 1975 quand il rejoint le casting de la série télévisée pour enfants de The Electric Company, sur PBS. Jouant le rôle de Jesse, un membre du Short Circus, il reste dans la série jusqu'à la fin de la production en 1977 (il remplace Stephen Gustafson, devenu trop grand pour la série après quatre saisons). Il est surtout connu pour son rôle de Hippy dans le film Abyss de James Cameron sorti en 1989.

## Filmographie
- 1988 : Nicky et Gino (Dominick and Eugene) de Robert Malcolm Young : Larry Higgins
- 1989 : Abyss : Alan « Hippy » Carnes
- 1995 : Strange Days : Tex Arcana